# Castleguard Mountain
Der Castleguard Mountain (auch bekannt als Mount Castleguard) ist ein isolierter Berg nahe dem südlichen Rand des Columbia-Eisfeld am nördlichen Rand des Banff-Nationalparks in den kanadischen Rocky Mountains in der kanadischen Provinz Alberta. Im Jahr 1918 benannte der irische Geodät Arthur Oliver Wheeler den Berg wegen seines burgähnlichen Aussehens, das den südlichen Teil des Columbia-Eisfeldes zu bewachen schien. Der Berg wurde erstmals 1919 von der Interprovincial Boundary Commission bestiegen, die die genaue Lage der Grenze zwischen British Columbia und Alberta entlang der nordamerikanischen Kontinentalscheide festlegte.
Der Autor Lewis Freeman lobte in seinem 1925 erschienenen Buch Roof of the Rockies die Aussicht vom Berg und bezeichnete sie als „einer der großartigsten der Welt“.

## Geologie
Der Castleguard Mountain besteht aus Sedimentgestein, das während dem Präkambrium bis zur Jurazeit abgelagert wurde. Dieses in flachen Meeren entstandene Sedimentgestein wurde während der laramischen Gebirgsbildung nach Osten und über die Oberfläche jüngeren Gesteins geschoben.

## Klima
Der Berg liegt in einem subarktischen Klima mit kalten, schneereichen Wintern und milden Sommern. Im Winter können die Temperaturen unter −20 °C  fallen.